# Julián Isaac Sánchez
Julián Isaac Sánchez Gallegos (Ciudad de México, 22 de agosto de 1988) es un deportista mexicano que compitió en saltos de trampolín. Ganó una medalla en el Campeonato Mundial de Natación de 2011 y dos medallas en los Juegos Panamericanos de 2011.

## Palmarés internacional
| Campeonato Mundial   | Campeonato Mundial   | Campeonato Mundial | Campeonato Mundial   |
| Año                  | Lugar                | Medalla            | Prueba               |
| -------------------- | -------------------- | ------------------ | -------------------- |
| 2011                 | Shanghái (China)     | Medalla de bronce  | Trampolín 3 m sincro |
| Juegos Panamericanos |                      |                    |                      |
| Año                  | Lugar                | Medalla            | Prueba               |
| 2011                 | Guadalajara (México) | Medalla de oro     | Trampolín 3 m sincro |
| 2011                 | Guadalajara (México) | Medalla de plata   | Trampolín 3 m        |